# Magnus Gabriel De la Gardie

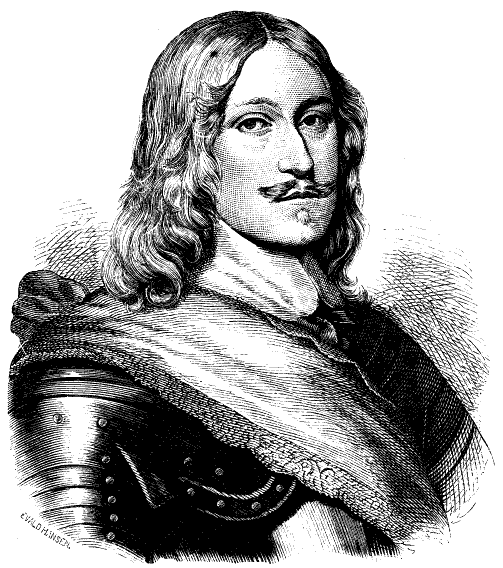
Magnus Gabriel De la Gardie.

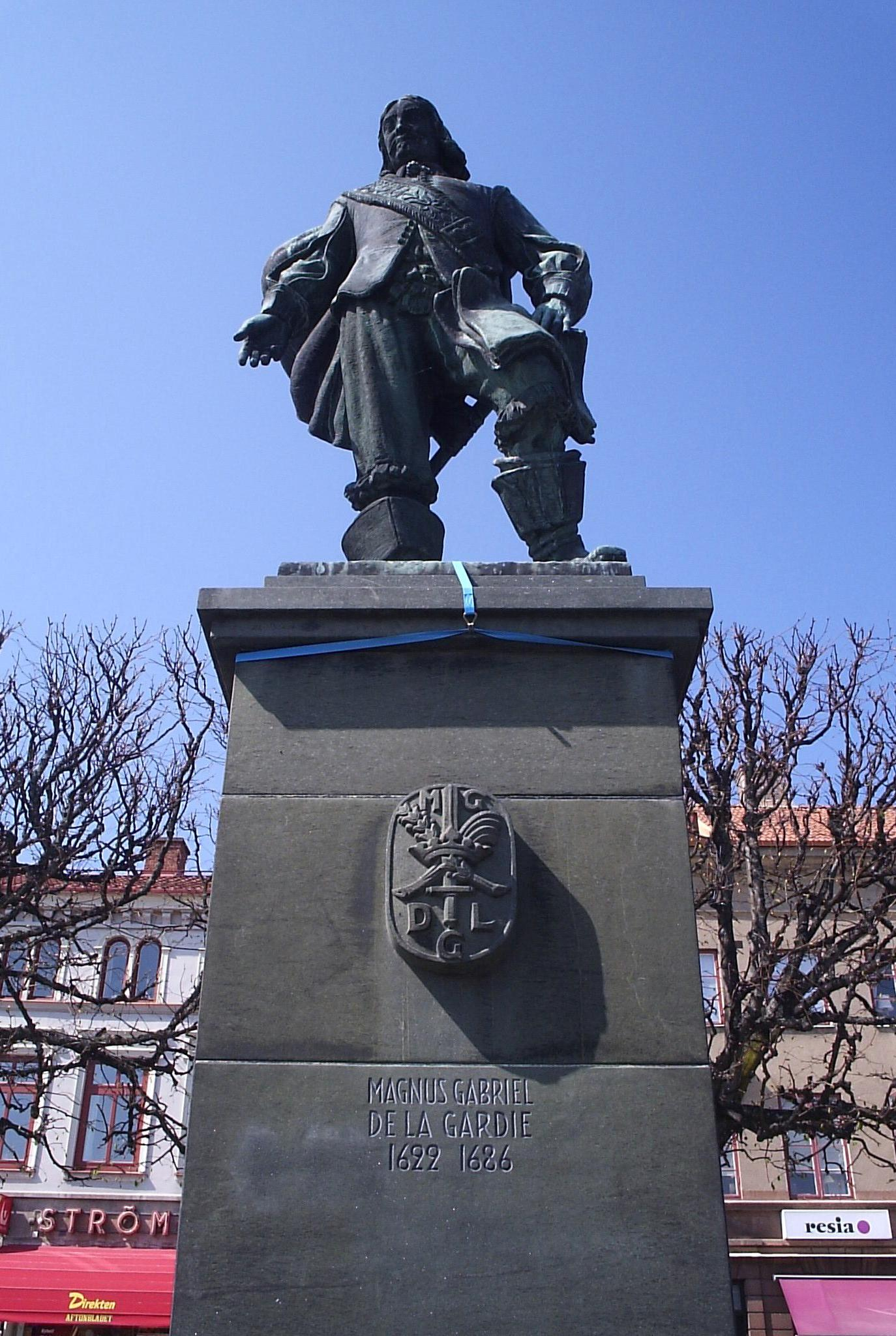
Estatua de Magnus Gabriel De la Gardie en Lidköping.

Magnus Gabriel De la Gardie (Reval, 15 de octubre de 1622-Sigtuna, 26 de abril de 1686) fue un noble, político y militar sueco, que llegó a ser el gobernante de facto de Suecia entre 1670 y 1682.
Desempeñó tres de los cinco cargos considerados Altos funcionarios del Reino (De högre riksämbetsmännen): Alto Tesorero, Alto canciller y Alto Intendente.

## Primeros años de vida
Era hijo del destacado militar Jacob De la Gardie y de Ebba Brahe. Su familia, de ascendencia francesa, era una de las más poderosas y ricas de la Suecia de ese tiempo. Después de haber recibido una excelente educación, Magnus Gabriel aprendió las artes guerreras bajo la enseñanza de Gustav Horn.

## Vida pública
Durante el reinado de Cristina de Suecia, fue enviado en una misión diplomática a Francia, y al regreso contrajo matrimonio con María Eufrosina del Palatinado-Zweibrücken, la prima de la reina Cristina. Tras su matrimonio, Magnus Gabriel escaló en la política: fue Consejero del Reino y Gobernador de Sajonia durante la última etapa de la guerra de los Treinta Años, y en 1652 alcanzó también el cargo de Tesorero del Reino. En 1653 abandonó la corte, pero regresaría cuando Carlos X Gustavo asumió el poder. Por orden del rey, fue enviado como funcionario público a las provincias bálticas, donde también cumplió una función militar. Carlos Gustavo designó a Magnus como drost (una especie de supremo ministro de justicia) y como parte de la regencia durante la minoría de edad del nuevo monarca, Carlos XI, de 1660 a 1672.
Durante la regencia, De la Gardie se convirtió en el gobernante de facto de Suecia y encabezó una política bélica, dirigida a la participación sueca en los conflictos europeos. Para defender su postura, se enfrentó a la facción pacifista, que se inclinaba hacia el desarrollo de la economía en un ambiente de neutralidad.
La política de De la Gardie fue de adhesión a las campañas militares de Francia, basado en un subsidio que ese país otorgó a Suecia por motivo de la alianza. Suecia apoyó al candidato francés al trono polaco en 1661, y por el Tratado de Estocolmo de 1672 recibió 400 000 escudos anuales en tiempo de paz y 600 000 en tiempo de guerra. A cambio, Suecia mantenía un ejército de 16 000 hombres mercenarios dispuestos a atacar a los príncipes alemanes enemigos de Francia. Suecia se convirtió prácticamente en un estado mercenario.
El gobierno de De la Gardie resultó muy caro para el país, con consecuencias nefastas de empobrecimiento del Estado. La burocracia se fortaleció y los gastos del erario resultaron excesivos. La oposición creciente terminó por poner fin a la política dilapidadora. Aunque responsable de la crisis financiera, De la Gardie se retiró del gobierno tranquilamente, recibiendo permiso de residir en sus posesiones durante el resto de su vida. Viviría el resto de sus años en una relativa pobreza. Falleció en su castillo de Venngarn, cerca de Sigtuna, el 26 de abril de 1686. Sus restos reposan en el convento de Varnhem.
Magnus Gabriel De la Gardie es también conocido por su amor a la cultura. Escribió poemas y construyó varios castillos. Apasionado por la historia de su país, hizo construir un colegio que se dedicara a la preservación, estudio y difusión de la riqueza histórica sueca. Tenía también interés por la literatura española, y era poseedor de una biblioteca en idioma español.